# Der Staatsanwalt hat das Wort: Handelsrisiko
Handelsrisiko ist ein deutscher Fernsehfilm von Horst Zaeske aus dem Jahr 1971. Das kriminologische Fernsehspiel erschien als 20. Folge der Filmreihe Der Staatsanwalt hat das Wort.

## Handlung
Während Zehntausende Beschäftigte des Handels bemüht sind, eine gute Versorgung der Bevölkerung zu gewährleisten, missbrauchen einzelne ihre Stellung, um durch allerlei Manipulationen persönliche Vorteile zu erlangen. So auch Gemüseverkäufer Rieger, dem es gelingt, statt gewissenhafter Arbeit im Interesse der Bevölkerung dunkle Geschäfte auf eigene Rechnung zu betreiben. Sein Tun wird dadurch besonders gefährlich, dass er „Geschäftspartner“ findet, bei denen er die veruntreute Ware absetzen kann. Doch die Wachsamkeit seiner Kollegen und die Initiative eines Verkaufsstellenmitgliedes führen schließlich zur Aufdeckung seiner strafbaren Handlungen.

## Produktion
Handelsrisiko entstand 1971  im Zuständigkeitsbereich des Deutschen Fernsehfunks, Bereich Unterhaltende Dramatik – Redaktion „Der Staatsanwalt hat das Wort“. 
Szenenbild: Heinz-Helmut Bruder; Kostüm: Ursula Rotte; Dramaturgie: Käthe Riemann; Kommentare: Peter Przybylski.